# Archie R. Dalzell
Archible Ribble Dalzell (* 13. September 1911 in Youngstown, Ohio; † 26. Juli 1992 in Ventura, Kalifornien) war ein US-amerikanischer Kameramann.

## Leben
Archie Ribble Dalzell erhielt in den frühen 1930er Jahren seine fotografische und kameratechnische Ausbildung und war bis Ende desselben Jahrzehnts in allerlei untergeordneten Funktionen hinter der Kamera tätig, so zuletzt 1939 bei dem Anti-Nazi-Propagandafilm Ich war ein Spion der Nazis. Nach seinem Kriegsdienst bis 1945 kehrte Dalzell zum Film zurück und wurde nunmehr von Paramount Pictures als (oftmals ungenannter) einfacher Kameramann (sog. camera operator) bei prominente A-Unterhaltungsfilmen wie The Virginian, Die Unbesiegten und Sein Engel mit den zwei Pistolen eingesetzt. Dalzells Haupterwerb blieb bis in die 1950er Jahre hinein jedoch die einfache Kamera bei billig hergestellten B-Western. Chefkameramann war oftmals Ernest Miller. Zwischendurch (1950) sah man ihn auch mit einzigem winzigen Auftritt – natürlich als Kameramann – in Billy Wilders Hollywood-Drama Boulevard der Dämmerung.
Nach knapp einem Dutzend Jahren stieg Dalzell 1957 zum Chefkameramann auf, blieb aber zumeist auf B-Produktionen (wie Roger Cormans Kleiner Laden voller Schrecken, Der Massenmörder von London und The Trip) und Folgen einzelner Fernsehserien beschränkt. Regelmäßige Kameraarbeit leistete er bei den Serien Panic!, The Restless Gun, Wells Fargo, Flight, The Rebel, Mr. Ed, Die Addams Family, Accidental Family, Neu im Einsatz, Eine amerikanische Familie, Love Boat und Hotel. Dazwischen erhielt Dalzell auch immer mal wieder Verpflichtungen vom B-Kinofilm der 1960er Jahre (primär der Genres Western, Horror- und Science-Fiction-Filme) und für Fernsehfilm-Einzelproduktionen (primär der frühen 1970er und frühen 1980er Jahre). Nach einer Folge für die Fernsehkrimiserie Mord ist ihr Hobby zog sich Arch R. Dalzell 1985 ins Privatleben zurück.
Dazell war der Vater des Kameramanns Dennis Dalzell (1935–2012), des Kameraassistenten David Dalzell (1939–2009) und der Script Supervisorin Patricia „Patti“ Jane Dalzell (* 1941). Seine Enkel Dwight Dalzell (* 1963) und Robin Dale (* 1965) arbeiten ebenfalls als Fotografen und Kameraassistenten. Außerdem arbeiten seine Urenkel Chelsea Orduno und Justin Dalzell ebenfalls als Makeup-Künstler bzw. als Produktionsassistenten im Filmgeschäft.

## Filmografie (Auswahl)

### Film
- 1946: Der Mann aus Virginia (The Virginian)
- 1947: California
- 1948: Wildfeuer, der schwarze Hengst (The Return of Wildfire)
- 1949: Rache im Ring (Ringside)
- 1950: Billy, der Bandit (I Shot Billy the Kid)
- 1950: Ladung für Kapstadt (Cargo to Capetown)
- 1950: Radar-Geheimpolizei (Radar Secret Service)
- 1950: Kugeln, Gold und Feuerwasser (Gunfire)
- 1952: Tolle Texasgirls (Outlaw Women)
- 1952: Das Tor zur Hölle (Hellgate)
- 1957: Charlie’s Haunt
- 1960: Die 13 Opfer des Dr. Desmond (The Hypnotic Eye)
- 1960: Kleiner Laden voller Schrecken (The Little Shop of Horrors)
- 1962: Der Massenmörder von London (Tower of London)
- 1964: Aufstand in Arizona (Apache Rifles)
- 1965: SS-X-7 – Panik im All (Mutiny in Outer Space)
- 1966: Das Steinzeitsyndrom (Women of the Prehistoric Planet)
- 1967: The Trip
- 1968: Die Satans-Engel von Nevada (The Mini-Skirt Mob)
- 1970: Der Mörder meines Bruders (Run, Simon, Run)
- 1970: Helden werden nicht geboren (Carter’s Army)
- 1970: Tod eines Bürgers (The Old Man Who Cried Wolf)
- 1971: Am hellichten Tag (In Broad Daylight)
- 1971: Der Hauch des Bösen (A Taste of Evil)
- 1971: Vater wider Willen (Congratulations, It’s a Boy!)
- 1976: Die großen Houdinis (The Great Houdinis)
- 1976: The Boy in the Plastic Bubble
- 1977: Zum Leben verurteilt (In the Matter of Karen Ann Quinlan)
- 1979: Power Slide (Ebony, Ivory and Jade)

### Serie
- 1957–1958: Panic! (fünf Folgen)
- 1958–1966: Mr. Ed (118 Folgen)
- 1959–1961: The Rebel (68 Folgen)
- 1964–1966: The Addams Family (64 Folgen)
- 1972–1974: The Rookies (46 Folgen)
- 1977–1982: Love Boat (The Love Boat, 24 Folgen)
- 1983–1984: Hotel (17 Folgen)
- 1985: Mord ist ihr Hobby (Murder, She Wrote, eine Folge)